# Židovský hřbitov

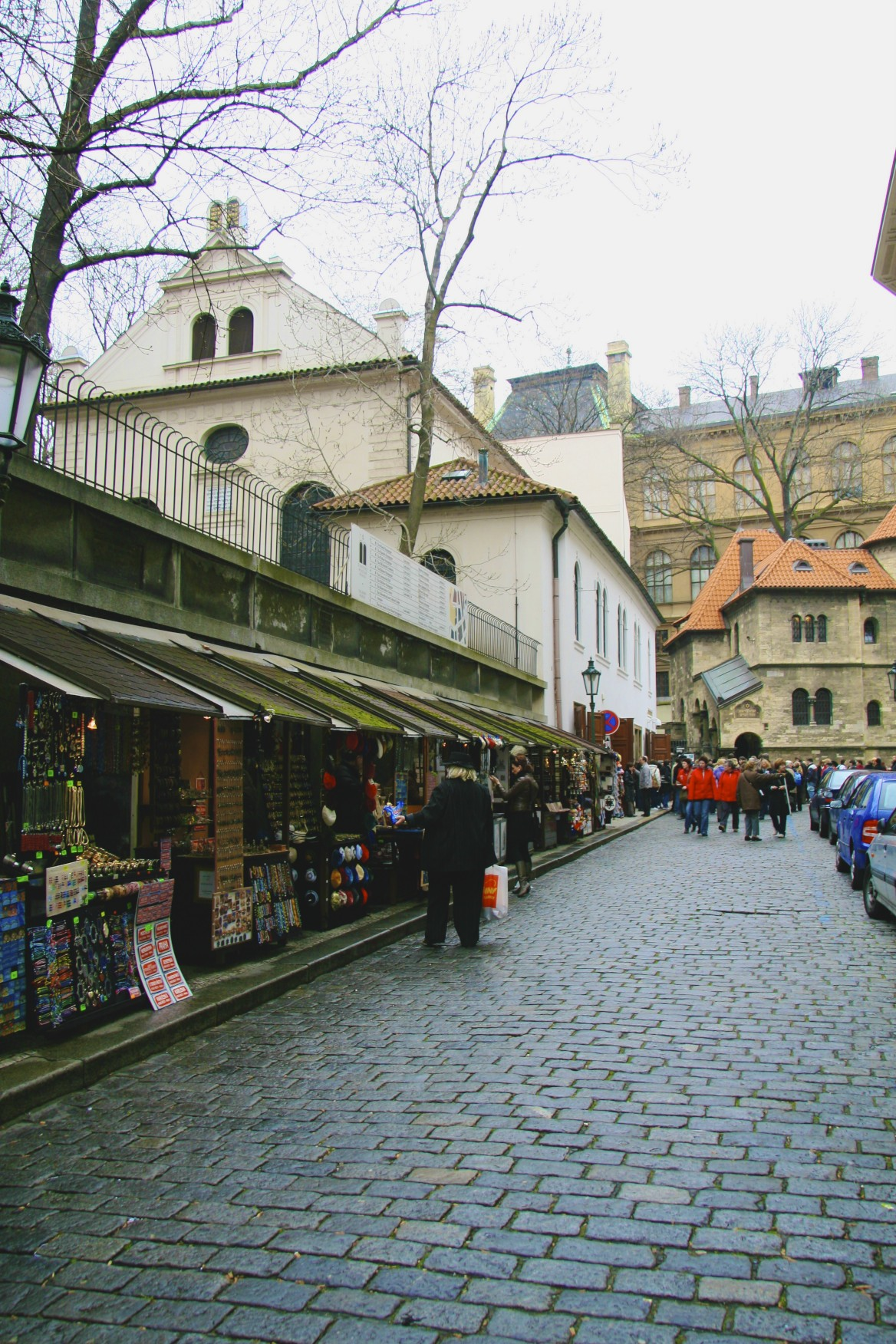
Zeď Starého židovského hřbitova v Praze, která zadržuje navezenou zeminu – typická ukázka vrstveného hřbitova

Židovský hřbitov (hebrejsky בית קברות, bejt kevarot, dosl. dům hrobů nebo בית עלמין, bejt olmin) je hřbitov, který je určen pro pohřbívání osob židovského vyznání či národnosti.

## Židovská víra a vzhled hřbitova
Židovský hřbitov je úzce spojen s vírou, že člověk byl stvořen k obrazu Božímu a že bude vzkříšen, a proto tělo zesnulého „ukrývají“ v bílém plátnu do země. Území hřbitova je považováno za posvátné místo, a existuje proto řada různých předpisů, které mají být na židovském hřbitově dodržovány. Mezi nařízení patří například zákaz jídla a pití či zákaz vstupu zvířat, zejména však požadavek neporušitelnosti hrobů na věčné časy. Tento příkaz pak často vedl v místech, kde nebylo možné hřbitov rozšířit, k pohřbívání v několika vrstvách – po zaplnění kapacity byla na hřbitov navezena hlína, do které pak byli pohřbíváni další zesnulí, což je příklad Starého hřbitova v Praze.
Na mnoha hřbitovech bývá vyhrazeno místo pro hroby rabínů a často také pro dětské hroby. Typické jsou pro židovské hřbitovy náhrobky (macevot), které mají většinou podobu stély, vzácněji podobu tumby. Na epitafu je téměř vždy uvedeno jméno zesnulého a jeho otce[zdroj?], popř. také manžela, datum úmrtí a chvalořečení zemřelého. Nápisy na náhrobcích na židovských hřbitovech v českých zemích byly do 19. století psány hebrejsky, od poloviny 19. století dvojjazyčně hebrejsko-německy či hebrejsko-česky, a ve 20. století někdy dokonce pouze německy či česky. Náhrobky jsou mnohdy zdobeny reliéfy, které symbolizují jméno, rod či zaměstnání zesnulého.
Součástí hřbitovů bývá často také budova, která sloužila jako márnice, obřadní síň či vozovna pro pohřební dům, případně sídlo Pohřebního bratrstva chevra kadiša.

## Historie
Se vznikem židovského osídlení v českých zemích vznikaly i židovské hřbitovy. Často záleželo na rozhodnutí vrchnosti, kde židům umožní zřídit jejich hřbitov. Mnoho starých židovských hřbitovů (zejména na venkově) se nachází na odlehlých místech mimo obec. Roku 1787 bylo v Habsburské monarchii z hygienických důvodů zakázáno pohřbívat uvnitř měst a nové hřbitovy včetně židovských se začaly zakládat vně zástavby. Na území Česka se dochovalo přes tři sta židovských hřbitovů.
Největší židovský hřbitov se nachází na Olivové hoře v Jeruzalémě, největší židovský hřbitov v Evropě se pak nachází v Lodži. Největší židovský hřbitov v Čechách a celém Česku je Nový židovský hřbitov na pražských Olšanech; největší židovský hřbitov na Moravě je židovský hřbitov v Brně (podle jiných zdrojů židovský hřbitov v Třebíči).

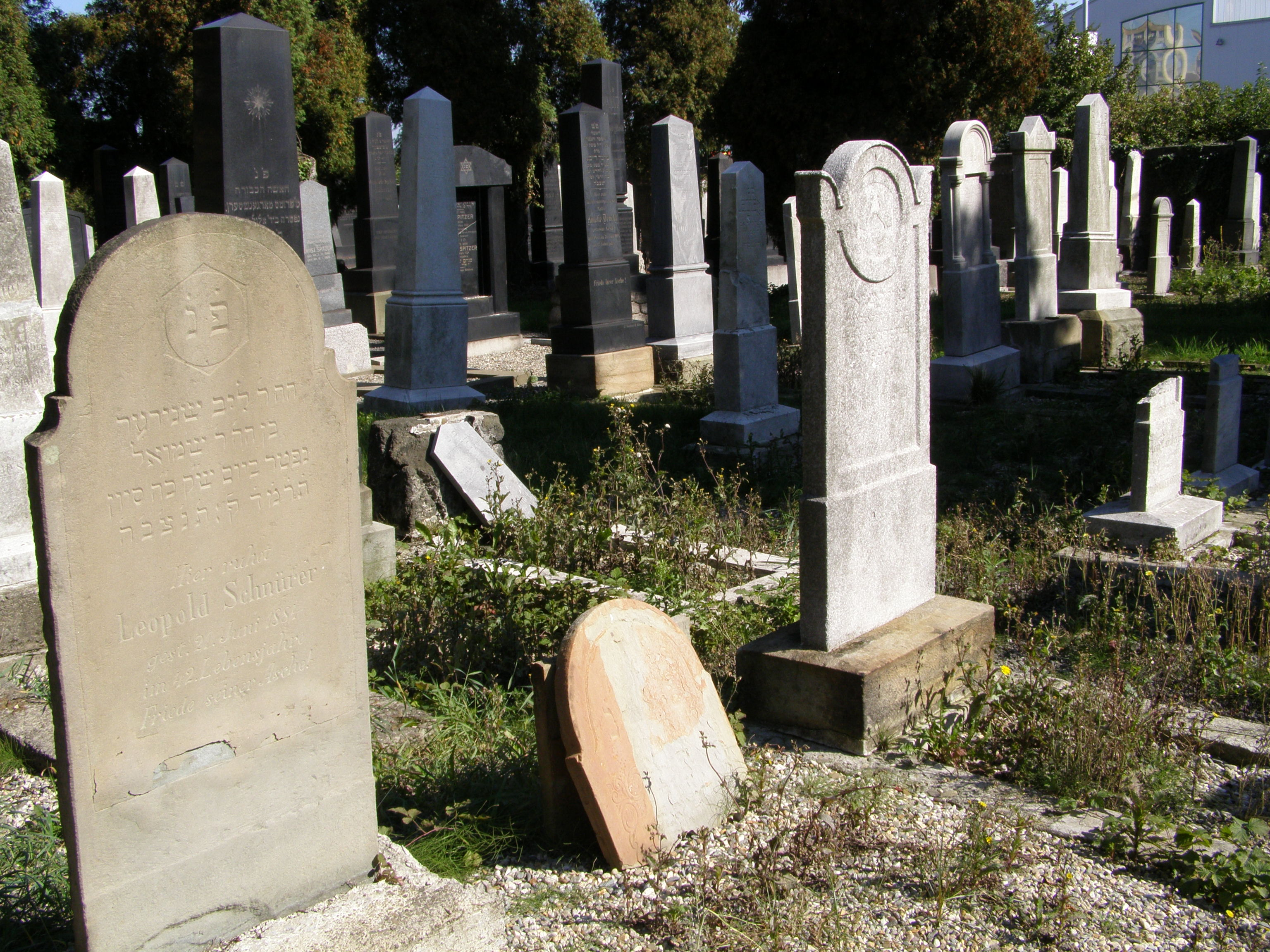
Stély na židovském hřbitově ve Frýdku
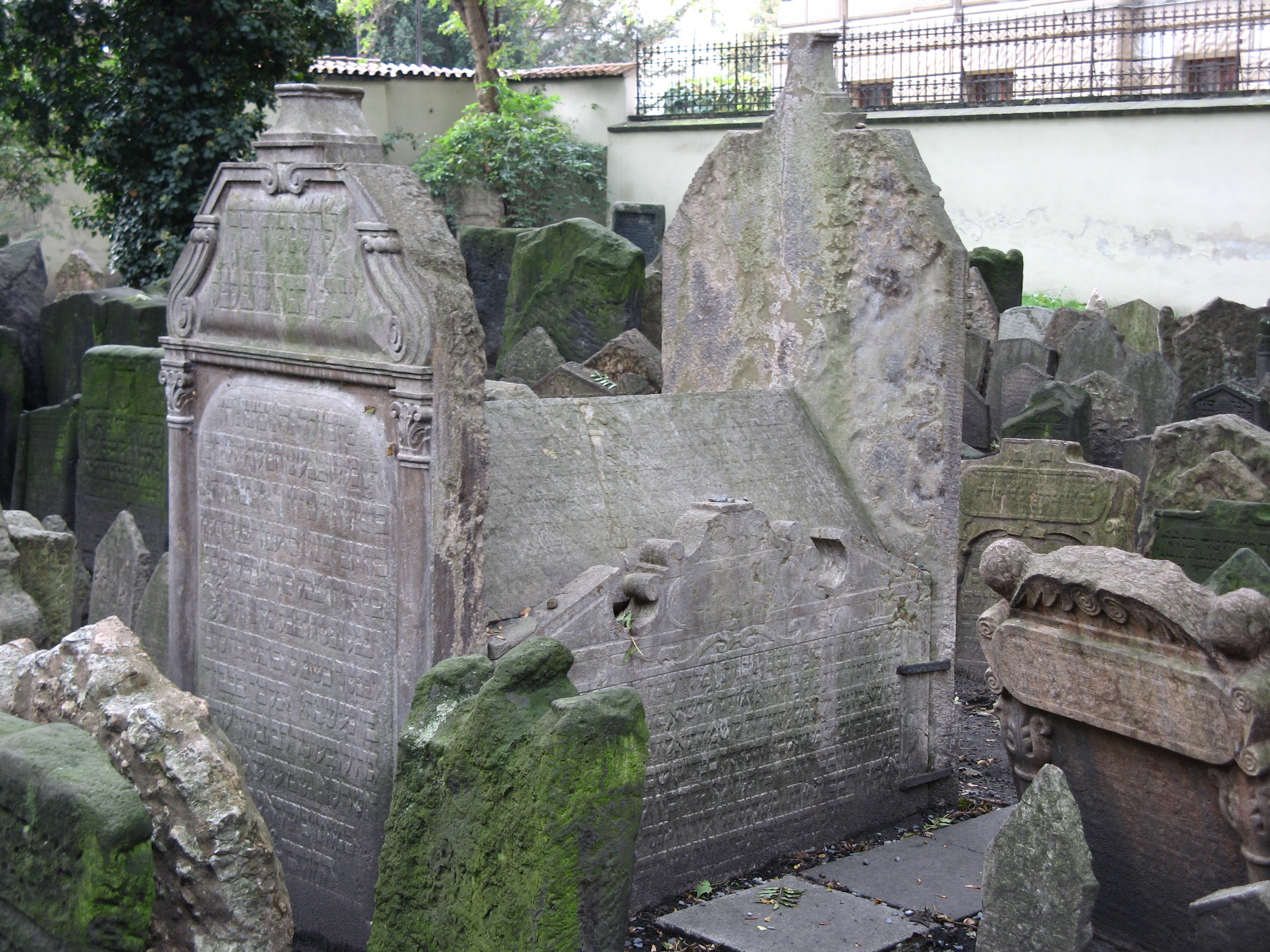
Tumba Mordechaje Maisela na Starém židovském hřbitově
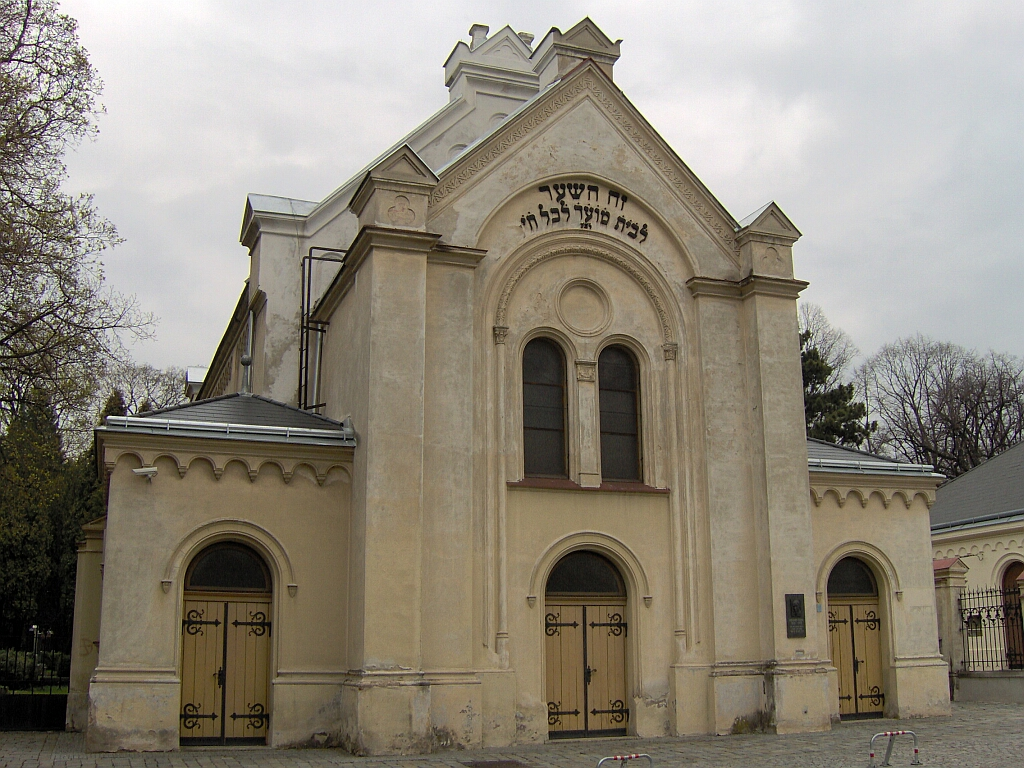
Obřadní síň na židovském hřbitově v Brně
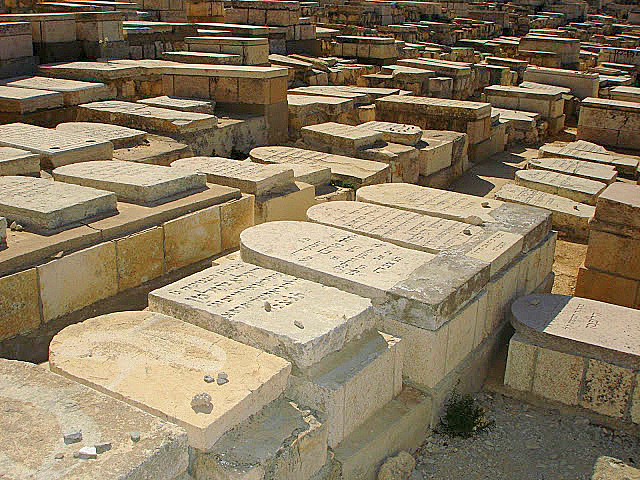
Jeruzalém, židovský hřbitov
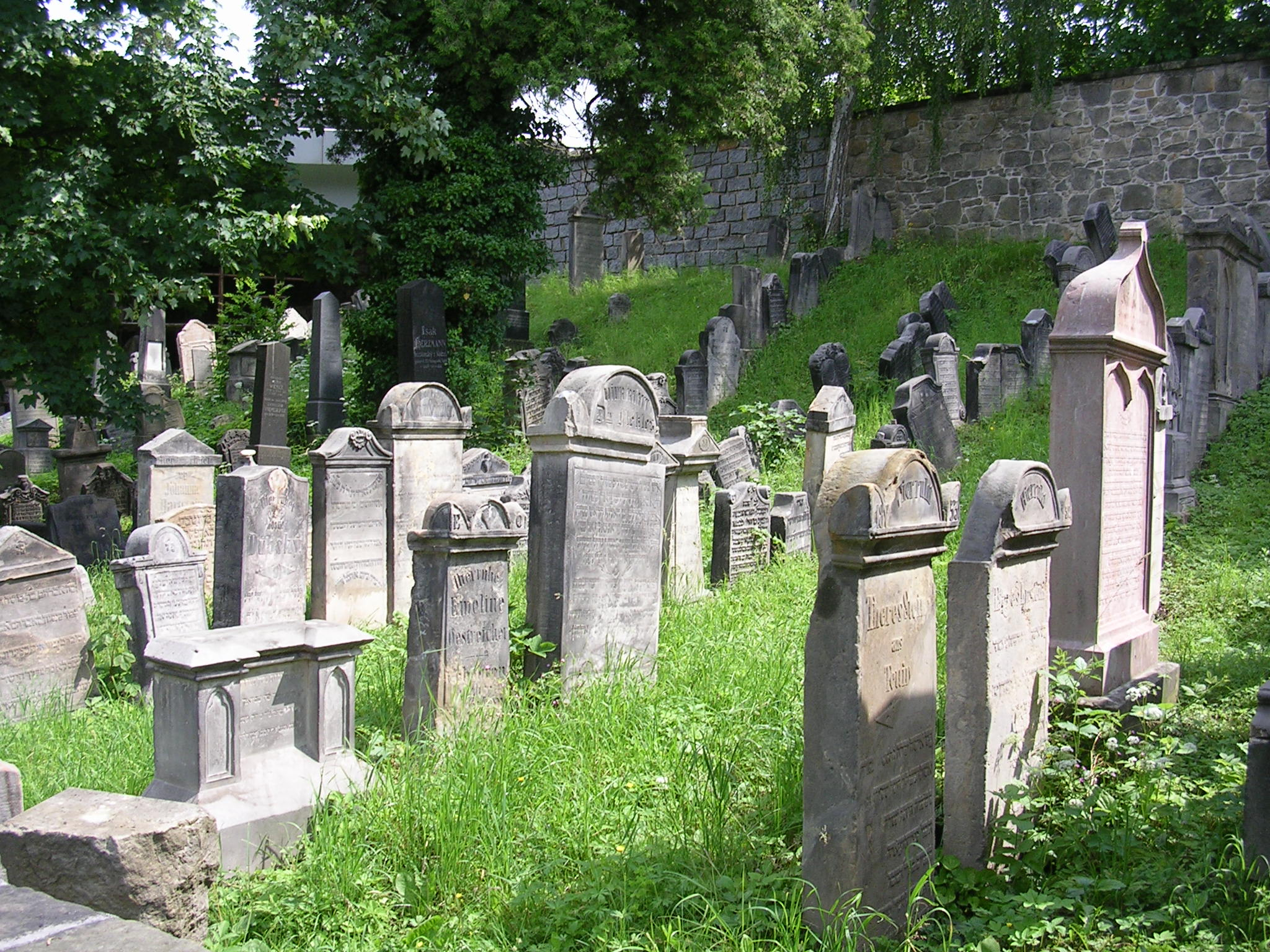
Židovský hřbitov v Turnově
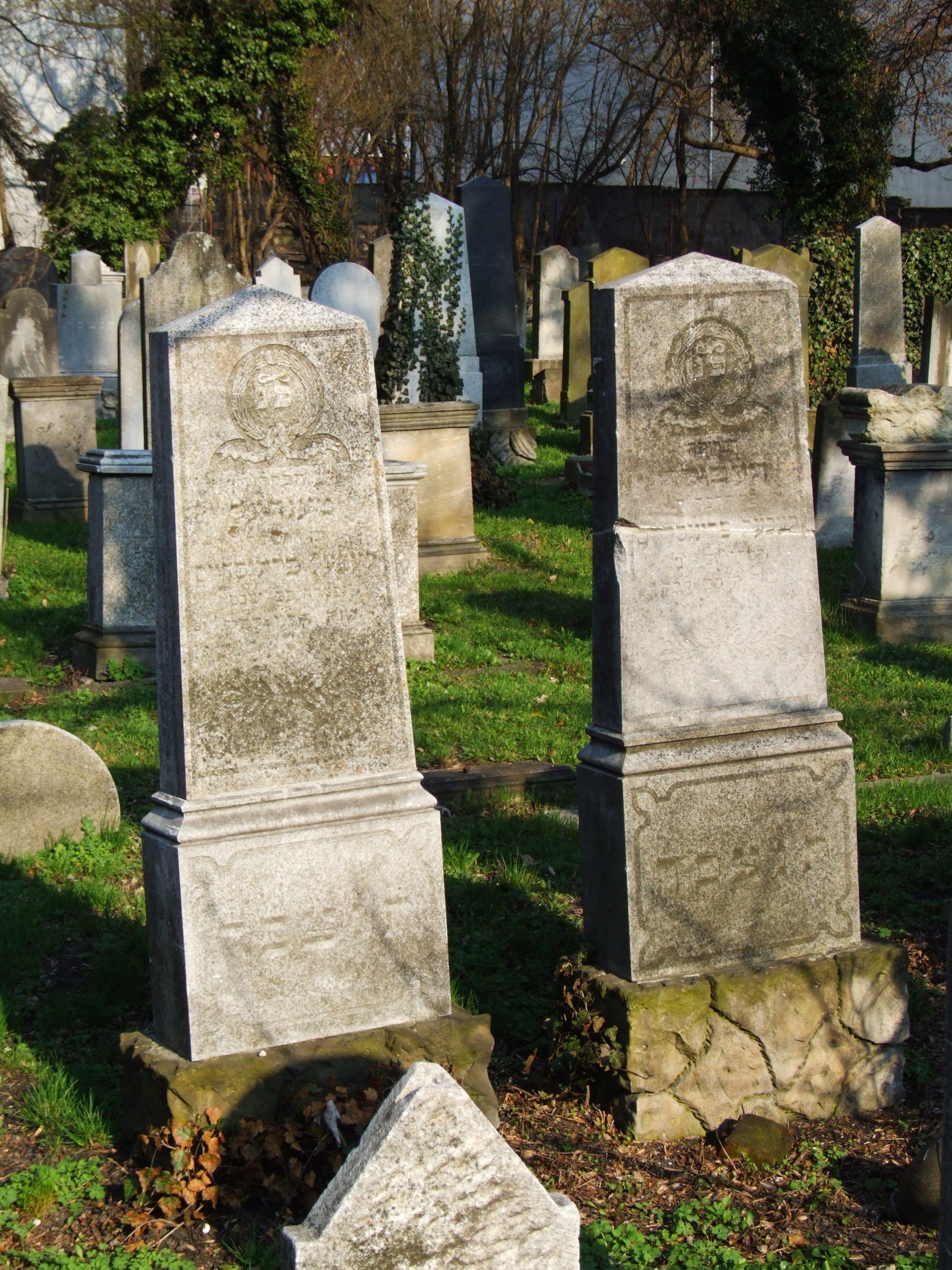
Židovský hřbitov v Opolí
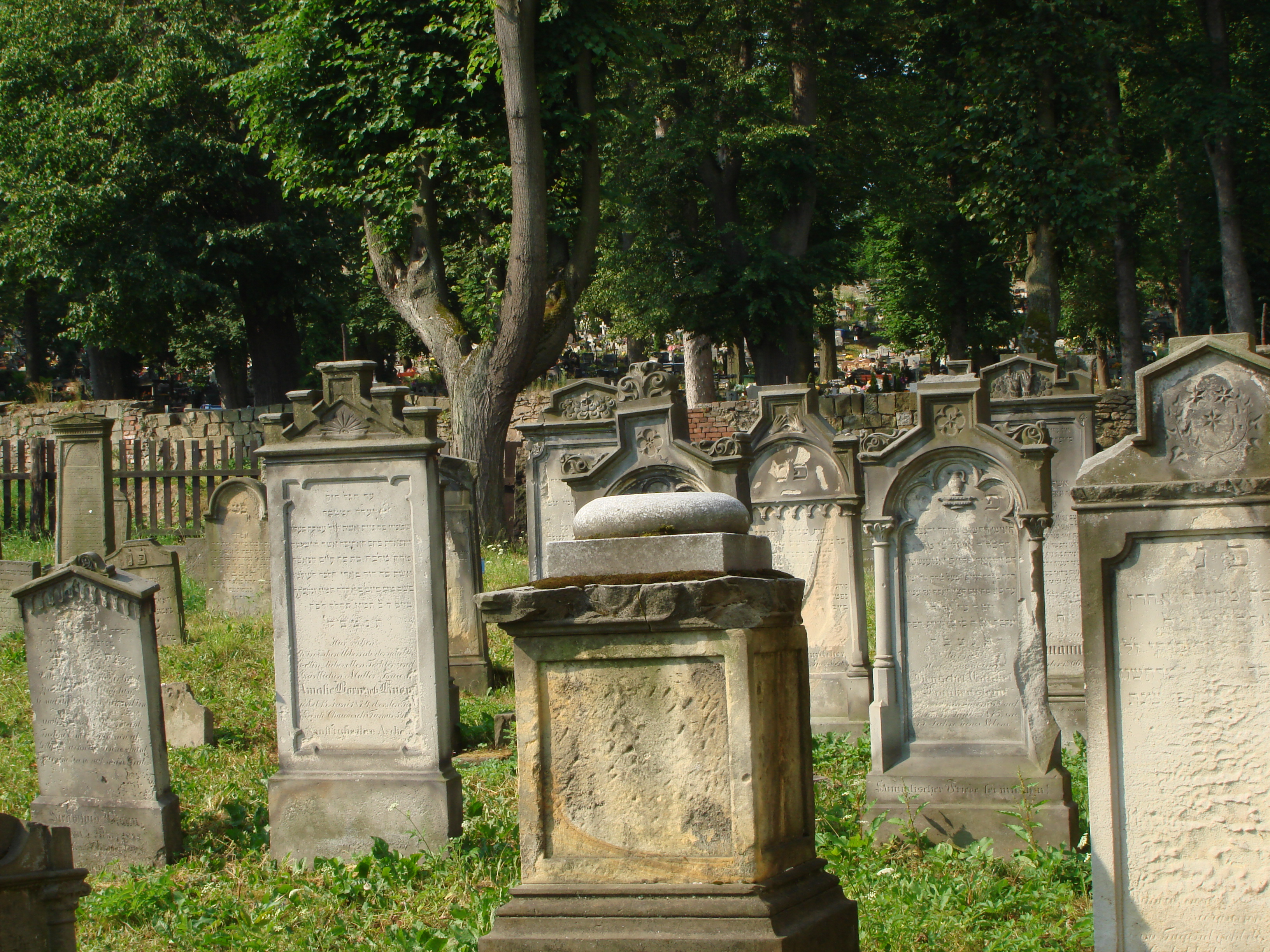
Kamenná Hora, židovský hřbitov
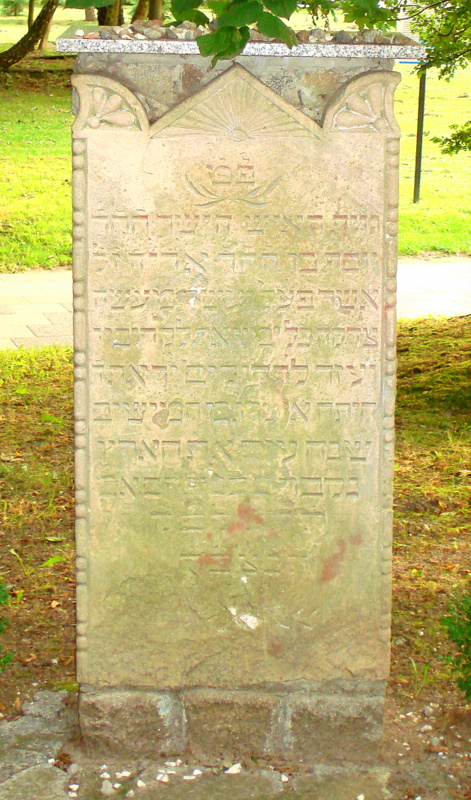
Kolobřeh, Polsko